# PanSci 泛科學
PanSci 泛科學，簡稱PanSci或泛科學，是一個成立於臺灣的科普網站及社群。該組織原為台灣數位文化協會在2011年發起之育成計畫，創辦者為徐挺耀（史萊姆）與前全球之聲編輯鄭國威（Portnoy）等人；2014年從台灣數位文化協會獨立，成立「泛科知識股份有限公司」。該組織專注於邀請各領域科學研究者、教育者、愛好者以及社會大眾一同在實體與虛擬公共論壇中思辨社會議題中的科學面向。

## 旗下事業

### 網路事業

#### 內容來源
各合作出版社、學術研究組織、科學推廣單位、專欄作者與投稿者，以及泛科學團隊。

#### 商業模式
廣告專案、活動合作、電子商務、內容出版等。

#### 平台經營
- 泛答：網路問答平台[11][12]

## 團隊

### 主要團隊
- 行政部門
- 編輯部門
- 電子商務部門[8] [5]
- 學術諮詢（顧問團隊）[13]

## 事件
- 2016年，PanSci 泛科學在味全贊助下策劃「林鳳營鮮乳」生產過程專題調查報導；此舉引發各界眾多議論[14]，編輯團隊也紛紛出面撰文澄清並接受大眾提問。[15][16][17][18]

## 外部連結
- 官方网站